# Сотир Бърбевски
Сотир Секулов Бърбевски е югославски партизанин и деец на комунистическата съпротива във Вардарска Македония.

## Биография
Роден е в битолското село Лавци. Занимава се с шивачество. Става член на ЮКП. От есента на 1942 година влиза в НОВМ в рамките на Битолски народоосвободителен партизански отряд „Гоце Делчев“. По-късно е назначен за командир на бригада. Убит е на 9 септември 1944 година в Прешево.